# Orden al Mérito de Duarte, Sánchez y Mella
La Orden al Mérito de Duarte, Sánchez y Mella es la principal distinción concedida por el Gobierno de la República Dominicana. Fue establecida el 24 de febrero de 1931 como la Orden al Mérito Juan Pablo Duarte y se le cambió el nombre el 9 de septiembre de 1954. El jefe del Gobierno confiere la condecoración a civiles y militares por servicios distinguidos.

## División de la Orden
La Orden está dividida en siete grados:
- Collar, que es otorgada exclusivamente al presidente de la República.
- Gran Cruz, Placa de Oro, que es otorgada a jefes de Estados extranjeros o que lo hayan sido, expresidentes, a los príncipes herederos y a los vicepresidentes o a quienes lo hayan sido.
- Gran Cruz, Placa de Plata, que es otorgada a miembros del Parlamento, los magistrados de la Suprema Corte de Justicia, ministros de Estado, embajadores, a los nuncios apostólicos y al arzobispo metropolitano.
- Gran Oficial, que es otorgada a los ministros diplomáticos, a los jefes de Misiones, a los internuncios, al arzobispo coadjutor, al rector de la Universidad, a los subsecretarios de Estado y a los miembros de la Cámara de Cuentas.
- Comendador, que es otorgada a los gobernadores de provincias, a los secretarios de Legaciones, a los encargados de Negocios, a los presidentes o directores de academias o corporaciones científicas o literarias de mérito reconocido, a los decanos de facultades universitarias, a los superintendentes o directores generales de enseñanza, a los magistrados de las Cortes de Apelación y del Tribunal de Tierras, a los jefes de departamentos de la administración pública y a los héroes de las guerras de independencia y restauración.
- Oficial, que es otorgada a los cónsules generales, a los profesores de y jefes de Escuelas, oficiales del rango de coronel hacia arriba y a los civiles de igual importancia.
- Caballero, que es otorgada a los cónsules, a los demás funcionarios y empleados públicos y a los particulares.
- Orden al mérito, que este título ha sido entregado en 1997.

## Galardonados
- 1997: Ramón Oviedo.
- 2004 : Milvio Bernardo Pérez Pérez.
- 2012: Roberto (Roby) Senderowitsch.
- 7 de diciembre de 1987, Máximo Avilés Blonda.
- 15 de octubre de 1993: Juan Luis Rafael Guerrero Peralta.
- 1 de agosto de 1989: Arturo Joaquín Pellerano Alfau.
- 11 de noviembre de 2011: Agliberto Meléndez..[1]
- 21 de marzo de 2019: Lorenzo Jiménez de Luis.
- 29 de abril de 2021: Iván Duque.
- 12 de septiembre de 2024: Al Horford.[2][3]